# Pyramiden (ort)

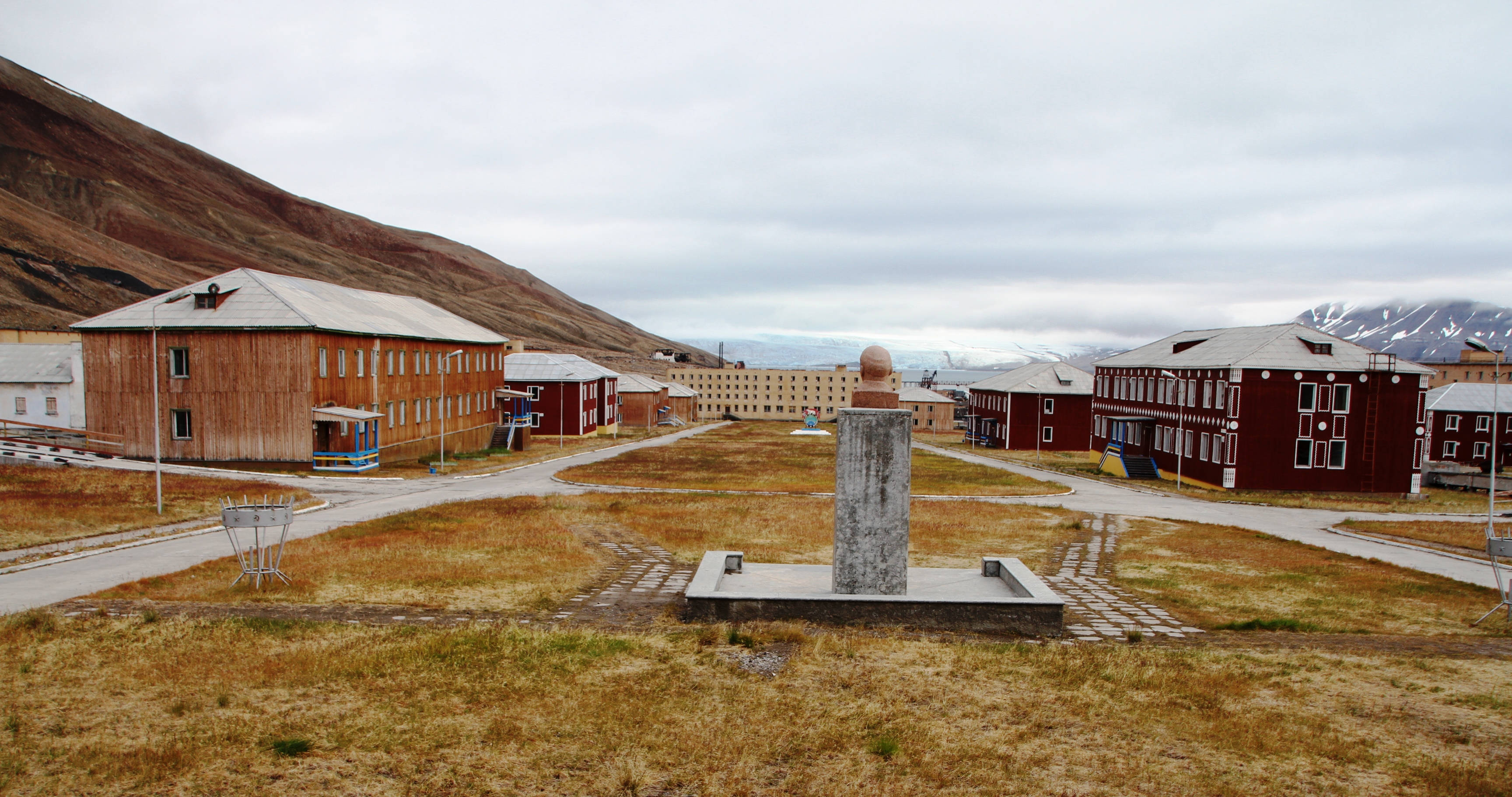
Centrumstråket.

Pyramiden (ryska: Пирами́да, Piramída) är en sovjetisk nedlagd gruvby vid Billefjorden på Spetsbergen  i ögruppen Svalbard, Norge. Namnet har byn fått efter ett pyramidformat berg norr om orten.
Pyramiden hade som mest 1 200 invånare. Orten övergavs år 1998 och var i början av 2000-talet en så kallad spökstad. 

## Historia
Orten grundades av Sverige år 1910 och var svensk fram till 1926, då den såldes till Sovjetunionen. I Pyramiden finns särskilda mikroklimatiska förutsättningar (längs med vissa sydsluttningar) som under vissa år medgivit begränsat jordbruk (genom kolchos-jordbruket 'Arktselchoz').
Efter andra världskriget återupptogs gruvdriften. Ungefär nio miljoner ton kol producerades här fram till nedläggningen 1998. Vid stängningen av byn, som berodde på den ansträngda ekonomiska situationen i Sovjetunionen, levde runt 600 personer i Pyramiden. Nedläggningen uppfattades som tillfällig eftersom böcker på biblioteket, film på bion samt utrustning på sjukhuset lämnades kvar. Förutom bio, bibliotek och sjukhus fanns också kulturhus, simhall, skola, förskola, lador, ett stort växthus och museum i Pyramiden.
Orten är så gott som obebodd. Det finns sedan några år ett hotell och viss turistverksamhet genom Arctic Travel Company Grumant i Barentsburg. 
År 2012 blev Aleksandr Romanovskij den första personen att återvända för att leva i Pyramiden, och har sedan blivit åtföljd av fem andra.
År 2014 lät den svenska sångerskan Tove Styrke filma en musikvideo i Pyramiden för sin singel Borderline.
Filmen Arctic Void (2022) utspelar sig delvis i Pyramiden.

## Bildgalleri

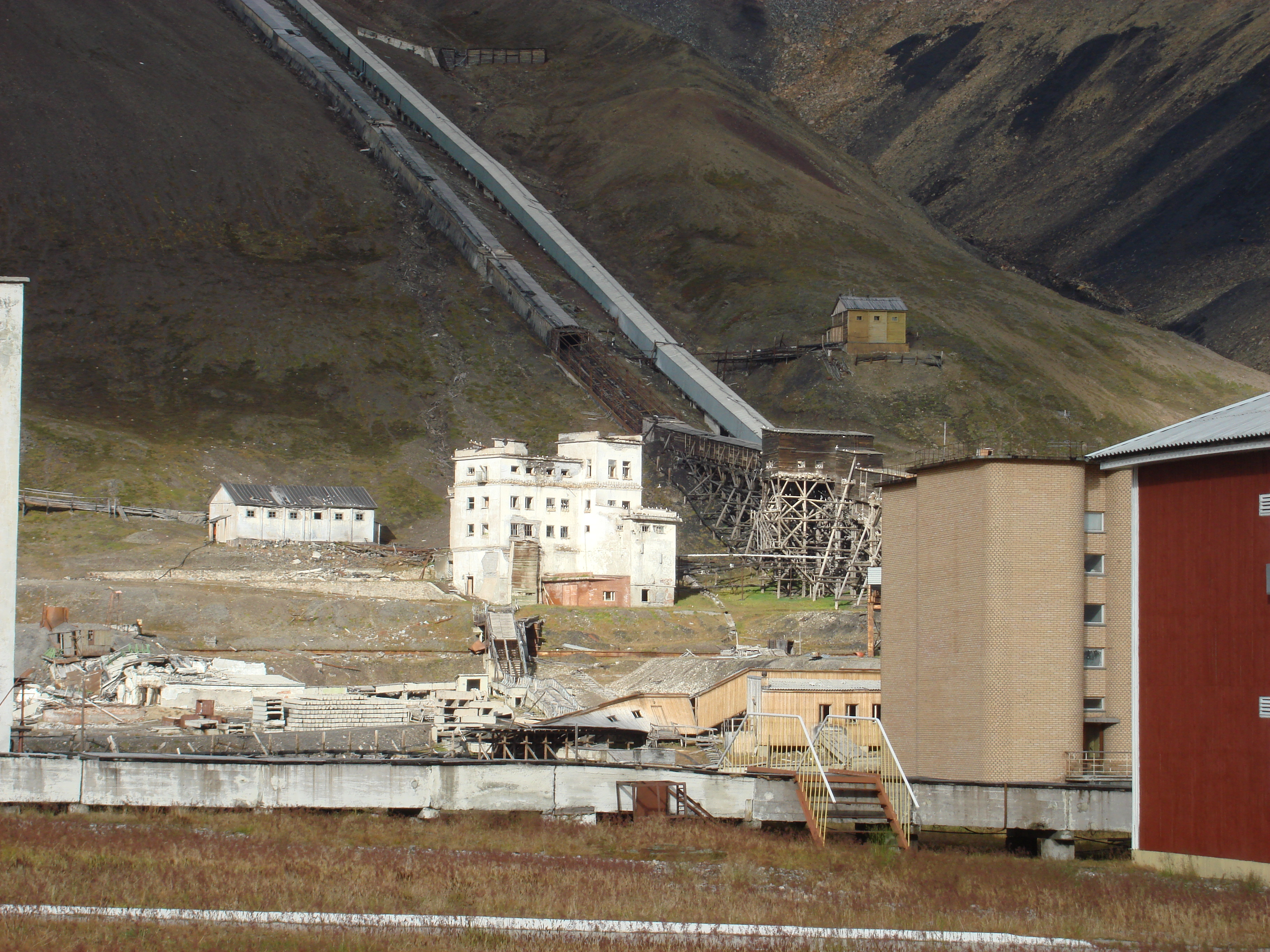
Kolgruvan.
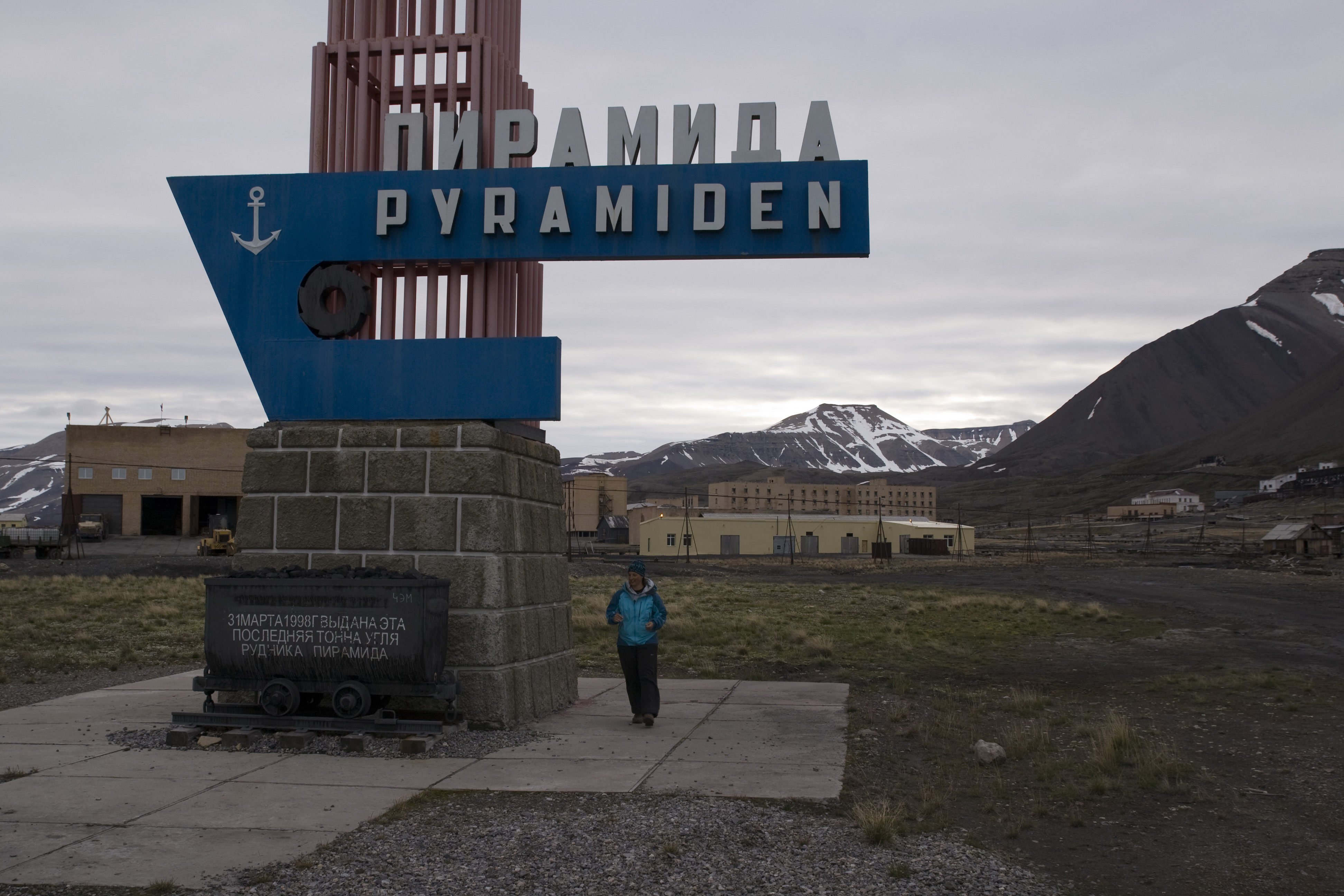
Monumentet mellan hamnen och byn.
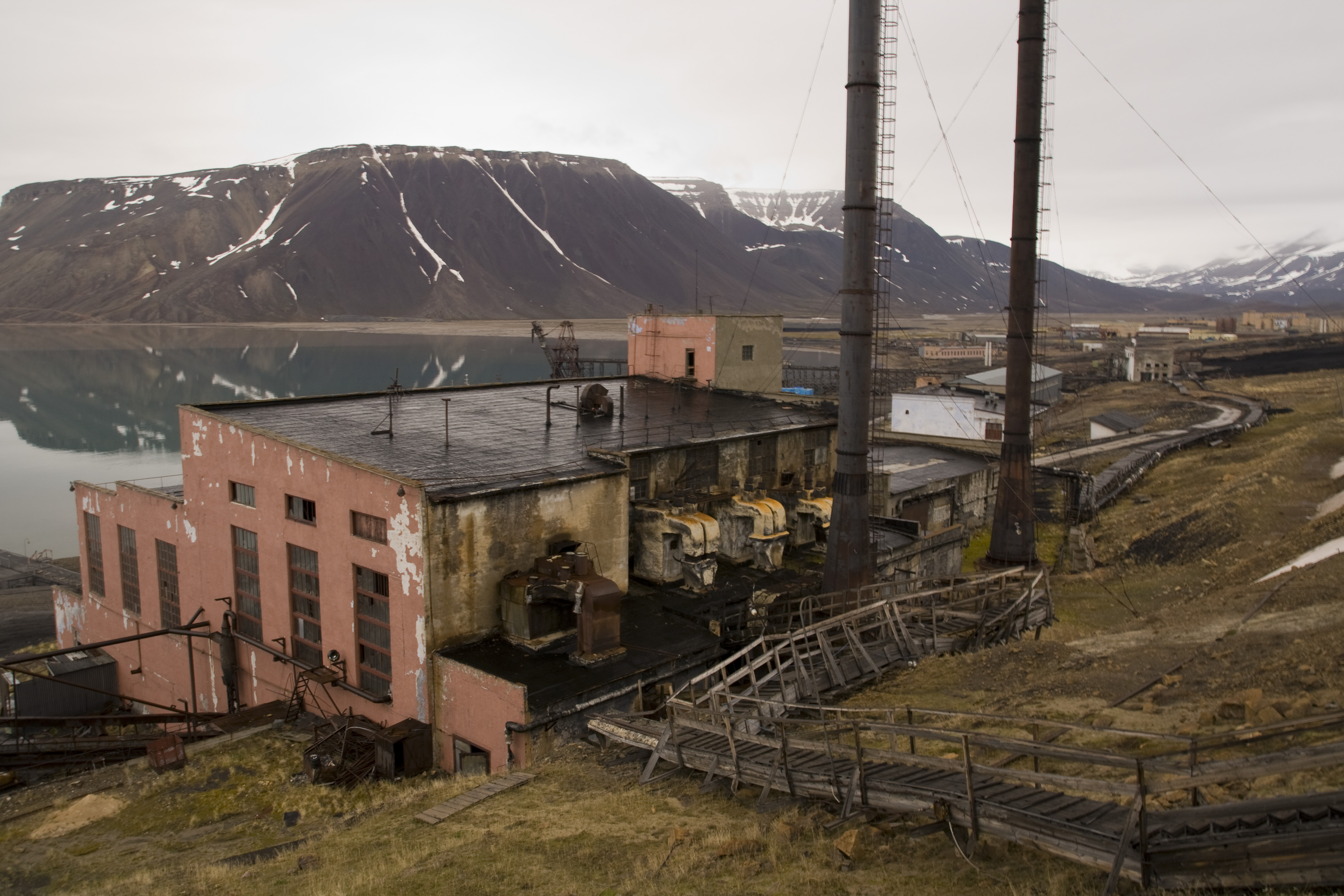
Kolkraftverket.
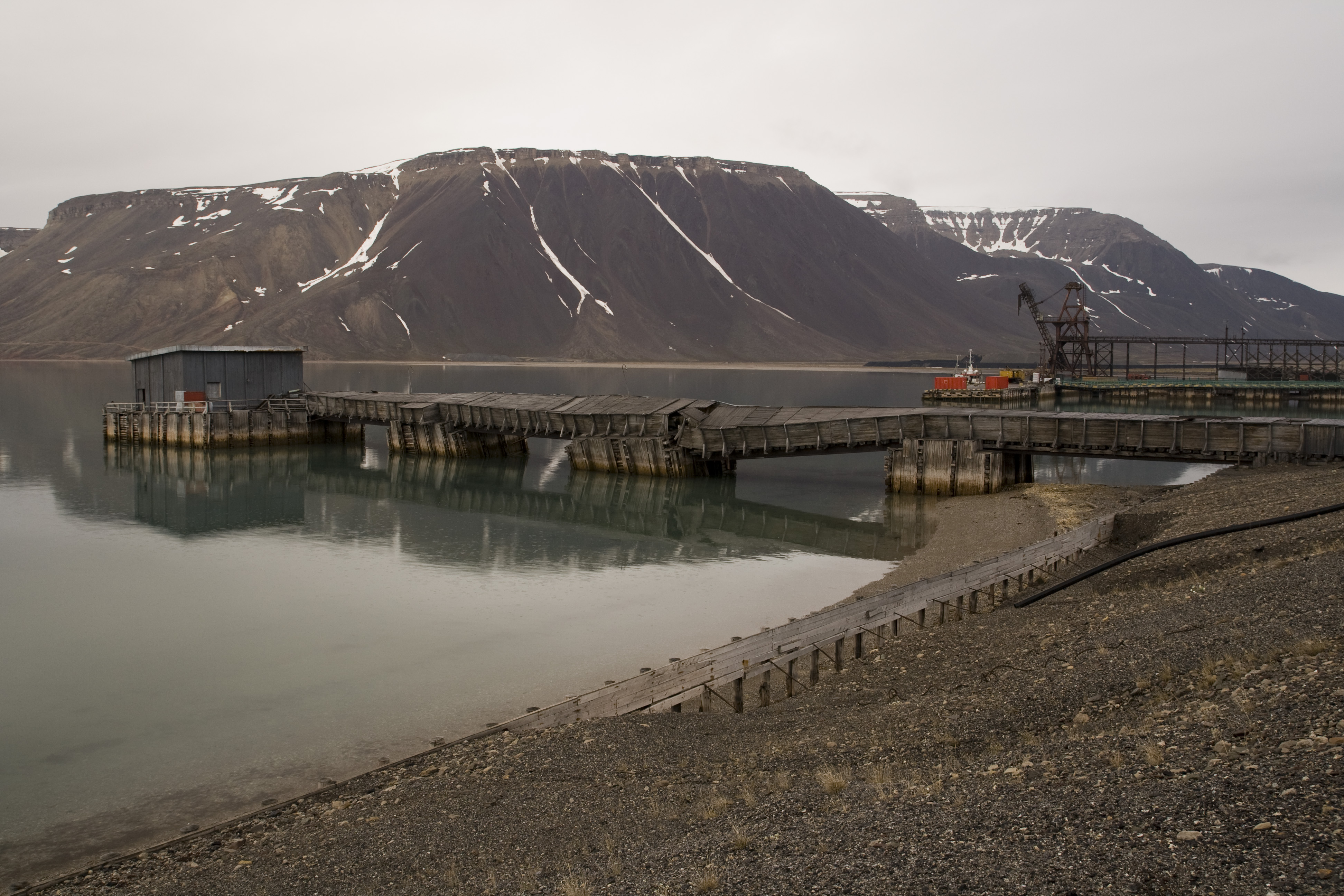
Hamnen.
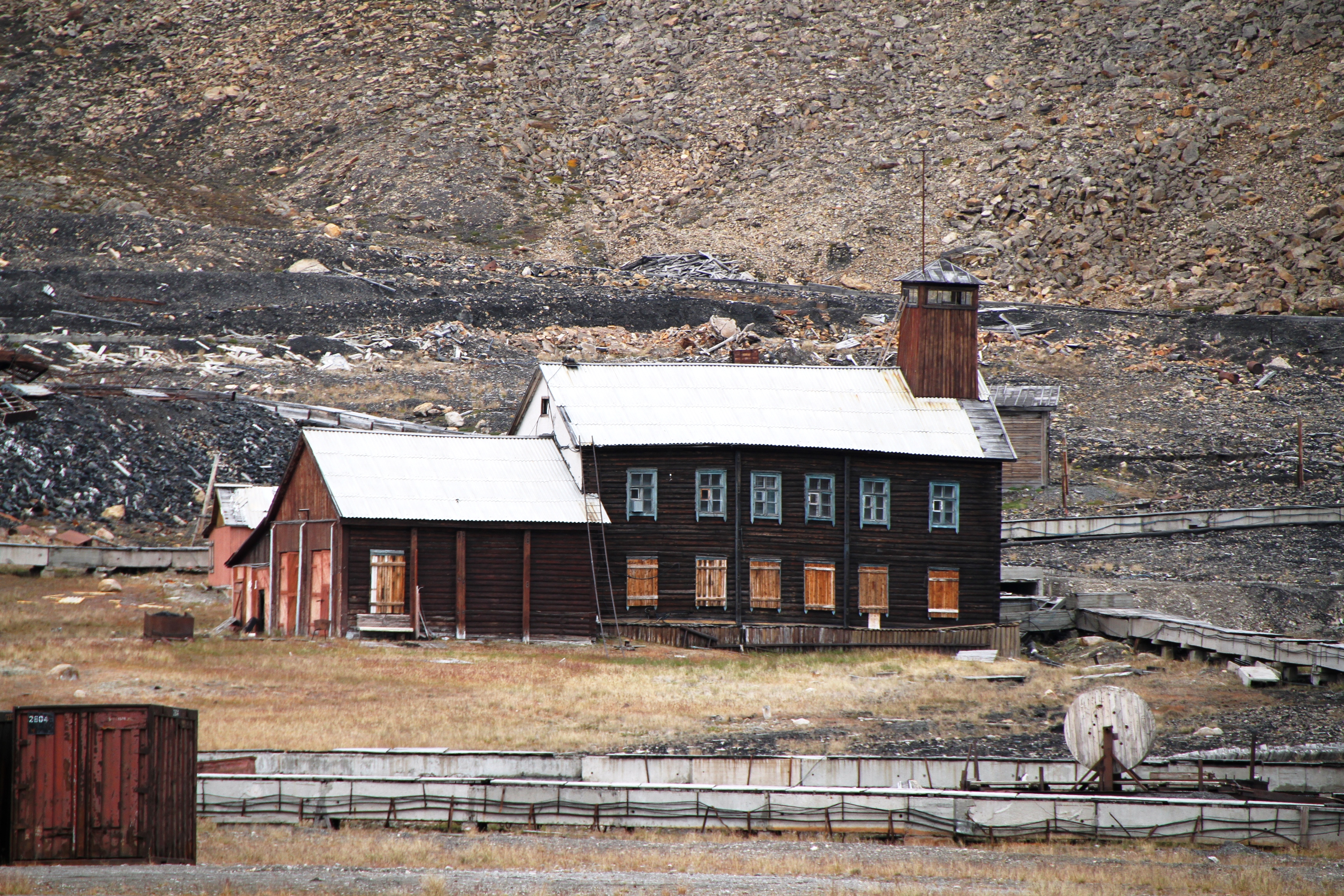
Äldre byggnad.
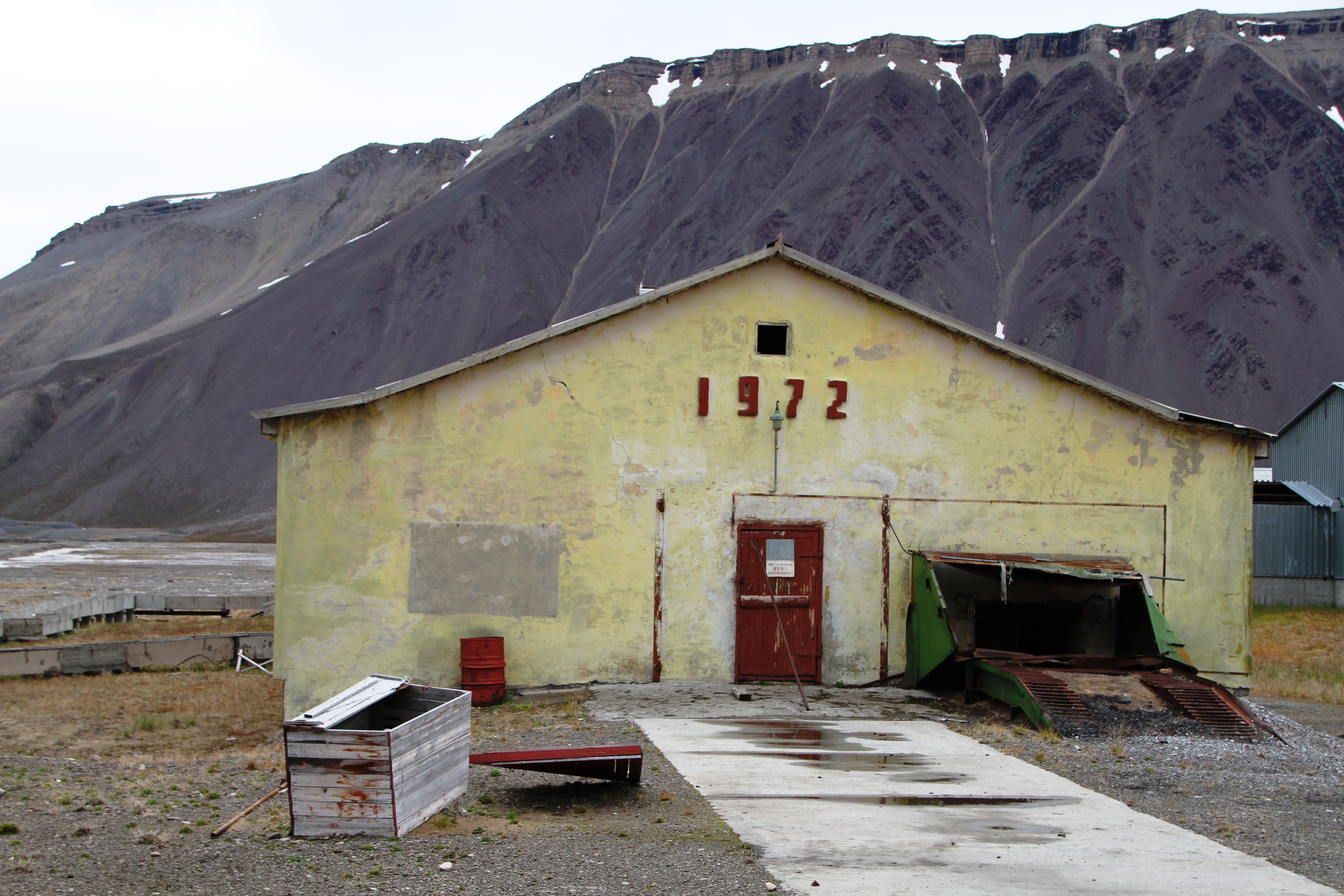
Tidigare svinstall.